# Клъцни/Срежи
„Клъцни/Срежи“ (на английски: Nip/Tuck) е американски медицински сериал, създаден от Райън Мърфи за канал FX, който следва живота на двама пластични хирурзи – Шон Макнамара и Крисчън Трой. При дебюта си „Клъцни/Срежи“ е един от сериалите с най-високи рейтинги по американската кабелна телевизия и също така в статистиките за хората между 18 и 49 и 25 и 54 години. Първите четири сезона се развиват в Маями, а последните два – в Лос Анджелис. Последният епизод е излъчен на 3 март 2010 г. Според Райън Мърфи, всичките медицински случаи в сериала са базирани на такива от действителността.

## Епизоди
Вижте: Списък с епизоди на Клъцни/Срежи

## Актьорски състав
- Дилън Уолш – Шон Макнамара
- Джулиан Макмеън – Крисчън Трой
- Джон Хенсли – Мат Макнамара
- Джоули Ричардсън – Джулия Макнамара
- Рома Мафия – Лиз Крус
- Кели Карлсън – Кимбър Хенри

## „Клъцни/Срежи“ в България
В България сериалът започва излъчване по Нова телевизия на 24 септември 2005 г. от 21:30, като се излъчват първи и втори сезон. Трети сезон стартира на 20 юни 2007 г. от понеделник до четвъртък от 22:30 и завършва на 12 юли. Четвърти сезон започва излъчване на 16 януари 2008 г., всеки делник от 22:30. Повторенията на трети сезон започват на 10 октомври 2008 г. с разписание всеки делник от 23:45, като първи епизод, за разлика от първото си излъчване, е разделен на две части. Те завършват на 18 ноември. На 26 януари 2009 г. започват повторенията на четвърти сезон с разписание всеки делник от 23:45 и завършват на 13 февруари. На 6 юли 2009 г. започва пети сезон, всеки делник от 23:45. От 20 юли се излъчва от 23:15. Последният епизод от сезона се излъчва на 4 август. На 13 септември 2010 г. започва шести сезон, всеки делник от 23:30 и приключва на 7 октомври. На 4 май 2011 г. започва повторно пети сезон от сряда до събота от 01:45, а от 25 май по два епизода, като последната двойка се излъчва на 1 юни. На 10 февруари 2012 г. започва повторно излъчване на шести сезон, всеки делник от 23:30 и завършва на 7 март. Дублажът е на Арс Диджитал Студио, чието име се споменава в пети и шести сезон. Ролите се озвучават от артистите Радосвета Василева, Милена Живкова, Борис Чернев от първи до четвърти сезон, Васил Бинев в пети и шести, Здравко Методиев от първи до пети, и Николай Николов.
На 23 ноември 2006 г. започва повторно излъчване на първи сезон по Fox Life, всеки четвъртък от 22:30 и завършва на 15 февруари 2007 г. На 5 ноември 2007 г. започва втори сезон, всеки понеделник от 21:00 и завършва на 18 февруари 2008 г. На 6 януари 2009 г. започва трети сезон с разписание всеки вторник от 22:00 и завършва на 14 април. На 19 януари 2010 г. започва четвърти сезон, всеки вторник от 21:55 и приключва през април. На 11 септември 2011 г. започва пети сезон, всяка събота и неделя от 23:00 по три епизода.
На 16 октомври 2012 г. започва пети сезон по Fox, всеки вторник от 22:40.